# Bortamålsregeln
Bortamålsregeln är en regel inom fotbollen och är en metod för att avgöra vinnaren i ett dubbelmöte där båda lagen sammanlagt har gjort lika många mål. Regeln verkar så att laget som har gjort flest mål på bortaplan efter de två spelade matcherna vinner dubbelmötet. Om lagen har gjort lika många mål på bortaplan efter ordinarie speltid av den andra matchen tillgrips förlängning om två gånger 15 minuter för att få till stånd ett avgörande. Det lag som efter förlängningen gjort flest bortamål vinner. Det innebär att om förlängningen slutar exempelvis 1–1 vinner bortalaget. Om antalet bortamål fortfarande är lika efter förlängningen så avgörs vinnaren genom straffsparksläggning.
Regeln infördes av Uefa 1965 dels som en metod att avgöra matcherna utan att behöva tillgripa en tredje match, omspel, och dels för att premiera ett mer offensivt spel på bortaplan. Den användes i Uefas klubblagsturneringar såsom Uefa Champions League och Uefa Europa League. Regeln blev dock på 2000-talet mer och mer omdiskuterad. Den kritiserades av flera namnkunniga tränare, bland andra Massimiliano Allegri, Unai Emery, Paulo Fonseca, Julen Lopetegui, José Mourinho och Thomas Tuchel. Anledningen var att de inte ansåg det vara lika svårt att göra mål på bortaplan längre och att situationen förändrats sedan regeln infördes. Enligt Uefas vice generalsekreterare 2018, Giorgio Marchetti, tyckte nämnda tränare att regeln var kontraproduktiv och snarare medförde att hemmalaget spelade defensivt av rädsla för att släppa in ett mål. Uefa inledde efter det en utredning i syfte att se över regeln.
Uefa beslutade den 24 juni 2021 att avskaffa bortamålsregeln i alla sina klubblagsturneringar. Från och med säsongen 2021/22 vidtar i stället förlängning efter den andra matchen om den sammanlagda ställningen är oavgjord efter två matcher, oavsett hur många mål som gjorts på bortaplan. Om inga mål görs i förlängningen eller om båda klubbarna gör lika många mål blir det straffsparksläggning.

## Exempel
Exempel på tillämpning av bortamålsregeln, i exemplen nedan spelar  Lag A  mot  Lag B .
Exempel 1
 Lag A  vinner den första matchen med 3–1 på hemmaplan.
 Lag B  vinner den andra matchen med 2–0 på hemmaplan.
Det sammanlagda resultat mellan lagen är därmed 3–3 efter full tid i andra matchen och enligt bortamålsregeln var  Lag B  vinnare eftersom de gjort flest mål (ett) på bortaplan. Med borttagande av bortamålsregeln så tillgrips istället förlängning och eventuellt straffsparkar i den andra matchen för att utse vinnaren.
Exempel 2
 Lag A  spelar första matchen på hemmaplan, som slutar oavgjort 0–0.
 Lag B  spelar andra matchen på hemmaplan, som slutar oavgjort 2–2.
Det sammanlagda resultat mellan lagen därmed 2–2 efter full tid i andra matchen och enligt bortamålsregeln var  Lag A  vinnare eftersom de gjort flest mål (två) på bortaplan. Med borttagande av bortamålsregeln så tillgrips även i detta fall istället förlängning och eventuellt straffsparkar i den andra matchen för att utse vinnaren.
Exempel 3
 Lag A  vinner den första matchen med 2–0 på hemmaplan.
 Lag B  vinner den andra matchen med 2–0 på hemmaplan.
Det sammanlagda resultat mellan lagen efter de två matcherna är därmed 2–2 och dubbelmötet är fortfarande oavgjort i och med att båda lagen har gjort lika många mål (noll) på bortaplan.
Med eller utan bortamålsregeln tillämpas i detta fall förlängning och eventuellt straffsparksläggning i den andra matchen för att utse vinnaren.